# Preston Foster
Preston Foster (24 de agosto de 1900 - 14 de julio de 1970) fue un actor teatral y cinematográfico, además de cantante,  de nacionalidad estadounidense.

## Biografía
Nacido en Pitman (Nueva Jersey), en ocasiones utilizaba el nombre artístico de Preston S. Foster. Foster empezó a actuar en el cine en 1929, aunque ya tenía experiencia como actor teatral, habiendo trabajado en el circuito de Broadway. En octubre de 1931 seguía actuando en Broadway, en una obra titulada  Two Seconds, colaborando con Edward Pawley. Algunos de sus filmes más destacados fueron Doctor X (1932), Soy un fugitivo (1932), Annie Oakley (1935), The Last Days of Pompeii (1935), El delator (1935), y My Friend Flicka (1943). En el ámbito televisivo, actuó en el drama Waterfront (1954–1955), con el papel del Capitán John Herrick. 
Su primera esposa fue la actriz teatral Gertrude Warren, con la que tuvo una hija, Stephanie. Se casó de nuevo en 1946, en esta ocasión con la también actriz Sheila Darcy, permaneciendo ambos juntos hasta la muerte del actor.
Durante la Segunda Guerra Mundial, en la que sirvió en la Guardia Costera de Estados Unidos, alcanzó el grado de Capitán en la Reserva Temporal. Más adelante se le concedió el rango honorífico de Comodoro de la Guardia Costera.
Antes de empezar su carrera en el cine, Foster era, además de actor, cantante, faceta que recuperó tras acabar la guerra. En 1948 formó un trío musical con su esposa, Sheila Darcy, y con Gene Leis, que era el arreglista. Los tres cantaban en radios y clubs, llegando a actuar junto a Orrin Tucker, Peggy Ann Garner y Rita Hayworth. 
Preston Foster falleció en 1970 en La Jolla, California. Fue enterrado en el Cementerio El Camino Memorial Park de San Diego (California).

## Selección de su filmografía
- Two Seconds (Dos segundos) (1932)
- Doctor X (1932)
- The Last Mile (1932)
- Life Begins (La vida empieza) (1932)
- Soy un fugitivo (1932)
- Ladies They Talk About (1933)
- Elmer, the Great (1933)
- Corruption (1933)
- Sensation Hunters (1933)
- Hoop-La (1933)
- Heat Lightning (1934)
- El delator (1935)
- The Last Days of Pompeii (Los últimos días de Pompeya) (1935)
- Annie Oakley (1935)
- Love Before Breakfast (1936)
- The Plough and the Stars (1936)
- First Lady (1937)
- Sea Devils (Los gavilanes del estrecho) (1937)
- The Lady In The Morgue (1938)
- Army Girl (1938)
- Submarine Patrol (1938)
- Up the River (1938)
- Policía Montada del Canadá (1940)
- Secret Agent of Japan (1942)
- A Gentleman After Dark (1942)
- Little Tokyo, U.S.A. (1942)
- Thunder Birds (1942)
- American Empire (1942)
- My Friend Flicka (1943)
- Guadalcanal Diary (1943)
- Thunderhead, Son of Flicka (1945)
- The Valley of Decision (El valle del destino) (1945)
- The Harvey Girls (Las chicas de Harvey) (1946)
- Ramrod (La mujer de fuego) (1947)
- I Shot Jesse James (Balas vengadoras) (1949)
- The Big Cat (1949)
- Tomahawk (El piel roja) (1951)
- The Big Night (1951)
- Kansas City Confidential (El cuarto hombre) (1952)
- I, the Jury (1953)
- The Time Travelers (1964)